# Blagodàtne (Crimea)
|  | Per a altres significats, vegeu «Blagodàtnoie». |

Blagodàtne (en (ucraïnès): Благодатне) és un poble de la República Autònoma de Crimea a Ucraïna, que el 2014 tenia 90 habitants. Pertany al districte rural de Djankoi. Fins al 1948 la vila es deia Konek.